# Јунија
Света Јунија је била сапутница Андроника Панонског и једна од седамдесет апостола. Помиње је апостол Павле: 
| „                             | Поздравите Андроника и Јунију, родбину моју, и моје другаре у сужањству који су знаменити међу апостолима, који и пре мене вероваше Христа. | ” |
| — Посланица Римљанима (16, 7) | |   |

Када је Андроник био постављен за епископа Паноније, путовао је по целој Панонији и проповедао Еванђеље заједно са светом Јунијом. Успели су да многе људе приволе хришћанској вери и заслужни су за укидање (или рушење) многих паганских храмова и изградњу хришћанских на њиховом месту. Према хришћанском предању, њих двоје су имали исцелитељске способности и сматрали су их чудотворцима. Свој живот су посветили Христу, за кога су и умрли, тако да их данас сматрају и апостолима и мученицима. Њихове свете мошти пронађене су у пределима Евгеније.
Православна црква слави свету Јунију 17. маја по јулијанском, а 30. маја по грегоријанском календару.